# Mark Farrell (Tennisspieler)
Mark Farrell (* 6. Mai 1953 in Liverpool; † 26. November 2018 ebenda) war ein britischer Tennisspieler.

## Karriere
In seiner Jugend trainierte Mark Farrell bei Vagabonds Lawn Tennis Club, der auch heute noch existiert.
Ab 1970 trat er auf der World Tour in Großbritannien an, ab 1973 international. 1974 war seine erfolgreichste Saison. In Manchester erreichte er im Einzel das Viertelfinale. Im Doppel kam er mit John Lloyd ins Doppelfinale, welches sie gegen Ove Bengtson und Björn Borg verloren. Im Mixed konnte er den größten Erfolg seiner Karriere feiern, als er mit seiner Landsfrau Lesley Charles das Finale von Wimbledon spielte; sie unterlagen der US-Amerikanerin Billie Jean King und dem Australier Owen Davidson.
Farrell trat 1975 einmal für die britische Davis-Cup-Mannschaft bei der Begegnung gegen den Iran an. An der Seite von John Lloyd gewann er das Doppelmatch.
Nach 1975 feierte er keine größeren Erfolge mehr, 1981 trat er zum letzten Mal bei einem Turnier der World Tour an.
Nach seiner Karriere arbeitete Farrell als Tennistrainer, unter anderem auch mehrere Jahre im Schweizer Langnau am Albis.

## Persönliches
Farrell starb 2018 lang längerer Krankheit in seiner Heimatstadt Liverpool, nachdem er in den letzten Monaten auf einen Rollstuhl angewiesen war.

## Erfolge

### Doppel

#### Finalteilnahmen
| Nr. | Datum            | Turnier | Belag       | Partner    | Finalgegner             | Ergebnis |
| --- | ---------------- | ------- | ----------- | ---------- | ----------------------- | -------- |
| 1.  | 23. Februar 1974 | London  | Teppich (i) | John Lloyd | Ove Bengtson Björn Borg | 6:7, 3:6 |

### Mixed

#### Finalteilnahmen
| Nr. | Datum        | Turnier                 | Belag | Partnerin      | Finalgegner                    | Ergebnis |
| --- | ------------ | ----------------------- | ----- | -------------- | ------------------------------ | -------- |
| 1.  | 6. Juli 1974 | Wimbledon Championships | Rasen | Lesley Charles | Billie Jean King Owen Davidson | 3:6, 7:9 |